# Анна Труберг
Анна Труберг (швед. Anna Troberg; нар. 9 квітня 1974, Ландскруна) — шведська політична діячка, письменниця, блогерка й перекладачка; з 2011 року — лідерка Піратської партії Швеції.

## Біографія
Народилася 9 квітня 1974 року в Ландскруні, у ранньому віці переїхала у Бурленге. Закінчила Уппсальський університет.
Працювала в Шведському видавничому домі, займалася письменницькою діяльністю і перекладами іноземних книг шведською мовою. Переклала 25 книг. Була відома як прихильниця захисту авторських прав, однак після судового процесу над творцями The Pirate Bay і подальшого вступу в піратську партію змінила свою думку.

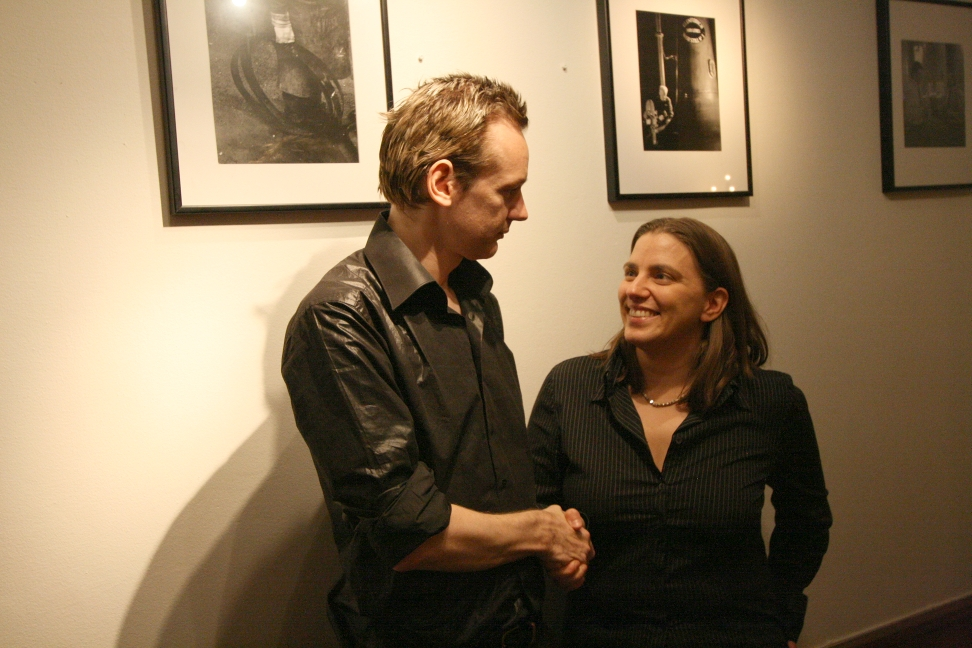
Анна Труберг та Джуліан Ассанж; 2010 рік

Була активною в партії, в 2009 році отримала посаду заступниці голови партії. 1 січня 2011 року лідер партії Рік Фальквінге оголосив під час прямого ефіру про відхід з поста керівника партії, цю посаду обійняла Анна Труберг.
22 грудня 2015 Вікімедіа Швеція оголосила, що Анна Труберг вступає на посаду її операційної менеджерки з 6 січня 2016 року. У березні 2017 року вона залишила цю посаду і стала головою Шведського союзу працівників бібліотек, архівів і музеїв.

## Піратська партія
Вступ Троберг до Піратської партії був описаний як повний ідеологічний поворот від позицій, пов'язаних з її попередньою видавничою кар'єрою. Вона кинула виклик піратам запитаннями у своєму блозі, і, отримавши на них задовільні відповіді, вирішила, що пірати мають рацію і що технологія витіснила більшу частину закону про авторське право.
Після цього її запросили до активної роботи в партії на керівних посадах, і в 2009 році вона була призначена заступницею лідера партії. Тісно співпрацюючи з попереднім лідером партії Ріком Фальквінгом протягом 18 місяців, вона стала лідеркою партії, коли він пішов у відставку 1 січня 2011 року.
Вона вважала одним зі своїх найважливіших завдань додати більше співчуття до піратської політики і вийти за межі технічного фокусу.